# Lingua hausa
Lo hausa (هَوْسَ in alfabeto ajami) è una lingua ciadica appartenente al gruppo delle lingue afro-asiatiche.
È diffuso soprattutto in Nigeria del nord e Niger, ma anche in Benin, Burkina Faso, Camerun, Ciad, Congo, Eritrea, Ghana, Sudan, Senegal e Togo. Lo hausa standard letterario si basa sul dialetto di Kano. Si utilizzano l'alfabeto latino (boko) e quello arabo (ajami).
Al 2022, è parlata da 77,1 milioni di parlanti totali secondo Ethnologue (2022), ma secondo un'altra stima riportata su un articolo del The Herald (Hausa Is World’s 11th Most Spoken Language, 18 ottobre 2019), i parlanti totali avrebbero già superato abbondantemente i 100 milioni nel 2019.

## Alfabeto boko e pronuncia
L'alfabeto hausa si chiama "boko". Il boko è basato sull'alfabeto latino ed è stato confezionato dai colonizzatori britannici e imposto negli anni '30 al posto dell'alfabeto arabo, detto "ajami", comparso nel XVII secolo e dotato di alcune modifiche per rappresentare meglio i suoni dell'hausa. Il nome "boko" deriva o dalla parola inglese "book" o da una parola hausa che significa "frode, inganno", con un riferimento al fatto che secondo gli hausa l'alfabeto latino era inferiore rispetto a quello ajami, legato alla letteratura coranica. L'ajami si usa ancora nelle scuole islamiche e quando ci si approccia alla letteratura coranica o alla letteratura hausa antica registrata nei manoscritti antichi, anche conoscendo già l'alfabeto arabo (tale per cui si "ricicla" e arricchisce assimilando le modifiche presenti in hausa. Un simile ragionamento può essere effettuato per tutte le lingue che si scrivono (anche) con l'alfabeto arabo: si pensi all'indonesiano, parsi, swahili e urdu). L'alfabeto hausa ha la limitazione tale per cui l'allungamento vocalico e l'intonazione non vengono segnalate (in altre lingue, l'allungamento vocalico è per esempio segnalato con un macron/sbarretta sopra la vocale o scrivendo due volte la vocale come in finlandese; i toni sono marcati solo nei materiali didattico-pedagogici recenti). L'hausa ha dei prestiti dall'arabo che vengono però adattati alla fonetica dell'hausa.
| Lettera      | Trascriz. IPA | Spiegazione |
| ------------ | ------------- | --- |
| A, a         | /a/           | È una "a" di albero. |
| E, e         | /e/           | È una "e" di elmetto, vocale chiusa. |
| I, i         | /i/           | È una "i" di piccolo, vocale chiusa. |
| O, o         | /o/           | È una "o" di occhio, vocale arrotondata/procheila e chiusa. Una vocale si diche arrotondata se si pronuncia arrotondando le labbra formando un cerchiolino. |
| U, u         | /u/           | È una "u" di ultimo, vocale arrotondata chiusa. |
| B, b         | /b/           | È una "b" di balena, consonante sonora. Una consonante si dice sonora se il palmo della mano intorno alla gola sente le vibrazioni delle corde vocali durante la pronuncia. Si paragonino "fffff" e "sssss" a "mmmm" e "vvvvv". |
| Ɓ, ɓ; B', b' | /ɓ/           | È una "b" di balena, sonora ma in più implosiva, come mostra il piegamento in alto in IPA e nella consonante (questa e altre modifiche si semplificano mettendo un apostrofo dopo la consonante). Le implosive, presenti pure in swahili, sono vocali sonore introdotte da una sorta di deglutizione effettuata con la glottide, cioè una valvola in fondo alla gola che si individua tossicchiando. Il suono esce unicamente dalla bocca e non dal naso, dunque durante la pronuncia la parte morbida del palato/il velo palatino ostruisce la cavità nasale. |
| C, c         | /tʃ/          | È una "ci" di ciao, consonante sorda. La grafia è sempre la stessa. |
| D, d         | /d/           | È una "d" di dente, consonante sonora. |
| Ɗ, ɗ D', d'  | /ɗ/           | È una "d" di dente, sonora e implosiva. |
| F, f         | /ɸ/           | È una "f" di farfalla, consonante sorda ma non si pronuncia come una "f" soffiata come in giapponese e greco, senza il contatto degli incisivi dell'arcata dentaria superiore con il labbro inferiore. |
| G, g         | /g/           | È una "g" di gatto, consonante sonora e invariabile. |
| H, h         | /h/           | È un'aspirazione sorda come nell'inglese "have", davanti alla /o/ si può plasmare e accomodare come una /x/, cioè ua "c" di cane sorda e senza contatto tra organi. |
| J, j         | /d͡ʒ/~/ʒ/      | È una "gi" di giro, consonante sonora. In base al parlante, può perdere il contatto tra organi e diventare un suono presente anche in francese e portoghese. |
| K, k         | /k/           | È una "c" di cane/"k" di koala, consonante sorda. |
| Ƙ, ƙ K', k'  | /kʼ/          | È una "c" di cane, sorda e eiettiva (non può essere implosiva: non è sonora). Una consonante si dice eiettiva se si pronuncia togliendo la vocale appena dopo e mettendo un'evidente pausa tra consonante sorda e vocale. Per la precisione, la consonante si pronuncia con la glottide già completamente serrata, per poi rilassarla per pronunciare la vocale (deve esserci un flusso egressivo di aria dai polmoni nelle vocali e consonanti in generale, mancante nelle consonanti eiettive e nei click, presenti nelle lingue africane e nel maori, lingua austronesiana parlata dai nativi neozelandesi. Si pensi al suono scritto come "tsk-tsk" italiano e romeno per indicare una negazione). |
| L, l         | /l/           | È una "l" di leva, consonante sonora. Nella parola "Allah", se si ricalca la pronuncia araba originale, è una /lˤ/ molto enfatica e faringalizzata, pronunciata cioè con la radice della lingua già avvicinata alla parete della faringe/gola. Uscirà un suono cupo, strozzato e chiuso. La vocale lunga successiva sarà altrettanto cupa e strozzata nel timbro. |
| M, m         | /m/           | È una "m" di mano, consonante sonora. |
| N, n         | /n/           | È una "n" di nave, consonante sonora. Nella combinazione -nk- e -ng- si assimila e accomoda alla consonante successiva mutando in /ŋ/, pronunciata cioè con il dorso della lingua come nell'italiano panca e fango. |
| R, r         | /ɽ/           | È una "r" di rana ma senza vibrazioni e senza contatto tra organi, come nell'inglese crime. |
| R̃, r̃         | /r/~/ɾ/       | È una "r" di parco, consonante sonora polivibrante (attenzione al tildo in cima); se intervocalica, riduce in un suono monovibrante, come in arare e nell'inglese statunitense city, better. |
| S, s         | /s/           | È una "s" di senza, consonante sorda. |
| SH, sh       | /ʃ/           | È una "sci" di scienza (la "h" qui indica solo un digrafo), consonante sorda. |
| T, t         | /t/           | È una "t" di tavolo, consonante sorda. |
| TS, ts       | /tsʼ/~/sʼ/    | È una "z" di zucchero, sorda e eiettiva; in base al parlante, può perdere il contatto tra organi e diventare una "s" di senza sorda e eiettiva. |
| W, w         | /w/           | È una "u" di quaglia, semivocale chiusa arrotondata con cui si formano i dittonghi. Le combinazioni sono "wa (diffuso); we, wi, wo, wu (rari)". |
| Y, y         | /j/           | È una "i" di iena, semivocale con cui si formano i dittonghi. Le combinazioni sono "ya, yo (diffusi); yu, ye, yi (rari)". In più, la /j/ può essere geminata/tensificata siccome in dei si può trovare scritta "yy" (quasi sempre "yya" anche a fine parola). la combinazione "ww" non esiste. |
| '            | /ʔ/           | È uno stacco glottale/colpo di glottide, cioè un suono che si approssima immaginando di tirare un colpetto di tosse. |
| 'Y, 'y; Ƴ, ƴ | /ʔʲ/~/j̰/      | È uno stacco glottale accompagnato da una leggera /j/. In alternativa è una "i" di iena semivocalica e pronunciato con la voce rauca/creaky voice, indicata in IPA da un tildo in basso (e non in alto). Si trova in poche parole molto diffuse e si è sviluppata a partire da un'antica /ɗ/ implosiva. La grafia senza diacritico si usa solo nel Niger. Quanto alla pronuncia, mentre si pronuncia la /j/ la glottide deve essere già parzialmente serrata. La semivocale e la vocale successiva si sentiranno strozzate e con una forte voce rauca, come se si avesse mal di gola e si stentasse a parlare.                                                                                         |
| Z            | /z/           | È una "s" di senza ma sonorizzata (cioè si aggiunge la vibrazione delle corde vocali). In alternativa si può pensare come una "z" di zanzara sonorizzata (come nel Norditalia) ma senza contatto tra organi. Il suono è presente anche in francese, arabo, portoghese, catalano, romeno, russo e dialetto shanghainese. |

Quanto ai toni, l'hausa ha tre modi di intonare la vocale: intonazione acuta, intonazione grave, intonazione discendente. L'intonazione acuta non ha segni (altrimenti, si mette l'accento acuto sulla vocale per indicare l'intonazione alta e squillante); l'intonazione grave ha l'accento grave per indicare l'intonazione bassa e cupa; l'intonazione discendente ha l'accento circonflesso per indicare una discesa in picchiata. Pertanto le combinazioni sono: a, e, i, o, u; à, è, ì, ò, ù; â, ê, î, ô, û. In altre lingue, i toni sono segnati con simili diacritici sopra e/o sotto la vocale o sono sostituiti con i numeri dopo la sillaba. In hausa, non esistono le consonanti geminate/tensificate, come nell'italiano "palla". L'allungamento vocalico di solito non viene segnalato, ma Blench (2011), in una sua ricerca sull'hausa, scrive due volte di fila la vocale se lunga. Se vi si unisce un diacritico tonale, ripete pure il diacritico tonale. Quindi si ottengono le seguenti combinazioni: aa, ee, ii, oo, uu; àà, èè, ìì, òò, ùù; ââ, êê, îî, ôô, ûû. In alternativa, si scrive con la sbarretta/macron sopra una sola vocale e in cima al macron si accavalla il simbolo di andamento tonale. L'allungamento vocalico in particolare può aiutare a distinguere coppie di parole altrimenti identiche insieme al contesto. L'hausa può avere prestiti inglesi e arabi, accomodati alla fonetica e ortografia hausa. Per esempio, il suono P /p/ è assente ma si può imitare con F /ɸ/.

## Grammatica
Lo hausa si differenzia dalla maggior parte delle altre lingue africane, e si avvicina alle lingue semitiche, per la distinzione fra genere maschile e femminile dei sostantivi e aggettivi. Ad esempio: dogon yaro = ragazzo alto; doguwar yarinya = ragazza alta.
Il verbo hausa non viene flesso direttamente; la flessione è a carico dei pronomi personali.